# Kosova Hora
Kosova Hora är en ort i Tjeckien.   Den ligger i regionen Mellersta Böhmen, i den centrala delen av landet, 50 km söder om huvudstaden Prag. Kosova Hora ligger 378 meter över havet och antalet invånare är 1 188.
Terrängen runt Kosova Hora är huvudsakligen platt, men västerut är den kuperad. Runt Kosova Hora är det ganska tätbefolkat, med 72 invånare per kvadratkilometer. Närmaste större samhälle är Sedlčany, 3,3 km väster om Kosova Hora. Trakten runt Kosova Hora består till största delen av jordbruksmark.